# أنطونيو فلوريس
أنطونيو فلوريس (بالإسبانية: Antonio Flores)‏ (13 يوليو 1923 المكسيك المكسيك - 16 مايو 2001) هو لاعب كرة قدم مكسيكي سابق كان يلعب كلاعب وسط، شارك في كأس العالم لكرة القدم 1950.

## روابط خارجية
- أنطونيو فلوريس على موقع الاتحاد الدولي (مؤرشف)  (الإنجليزية)
- أنطونيو فلوريس على موقع قاعدة بيانات كرة القدم.إي يو (الإنجليزية)
- أنطونيو فلوريس على موقع ناشيونال فوتبول تيمز (الإنجليزية)
- أنطونيو فلوريس على موقع Soccerway.com (الإنجليزية)
- أنطونيو فلوريس على موقع عالم كرة القدم.نت (الإنجليزية)